# Gong fu yu jia
Gong fu yu jia (bra: Kung Fu Yoga) é um filme indo-chinês de 2017, dos gêneros ação, aventura e comédia, dirigido por Stanley Tong para a Taihe Entertainment e a Shinework Pictures.
Lançado na China em 28 de janeiro de 2017, estava programado para lançamento na Índia em 3 de fevereiro daquele ano. Com música original composta por Nathan Wang e música adicional composta por Komail e Shivaan.

## Elenco
- Jackie Chan como Jack[3]
- Aarif Rahman como Jones Lee[3]
- Zhang Yixing como Xiaoguang[3]
- Miya Muqi como Noumin[3]
- Sonu Sood como Randall[3]
- Disha Patani como Kyra[3]
- Zhang Guoli[3]
- Amyra Dastur como Ashmita[3]
- Jain Kumar
- Wen Jiang[3]
- Eric Tsang
- Shang Yuxian[3]
- Eskindir Tesfay
- Fatih Ugurlu como Homem de Randall
- Sajjad Delafrooz como Rich Man no Hotel
- Adam Stone como guarda-costas
- Paul Philip Clark como Max
- Darren Grosvenor como contador de Randall
- Anthony Gavard como apresentador do Leilão
- Franz Rügamer como guarda-costas
- Matthew Ray Ruggles como Leiloeiro
- Erika Herbert como mãe
- Ming Hu

## Produção
As filmagens começaram em Pequim em setembro de 2015, antes de mudar para Xi'an e Dubai em 27 de setembro e terminou em 30 de outubro. As filmagens continuaram em Pequim e na Índia em dezembro de 2015. Asiflmagens também ocorreram na Islândia.

## Lançamento
Os direitos sobre o filme foram vendidos para distribuição em todo o mundo. Na Ásia, os direitos foram vendidos para distribuidores na Índia, Hong Kong, Macau, Singapura, Coreia do Sul, Indonésia, Filipinas, Taiwan, Tailândia, Malásia, Brunei, Vietnã, Camboja, Laos e Mianmar. Fora da Ásia, o filme será vendido para os EUA, Canadá, Austrália, Nova Zelândia, Reino Unido, Itália, Rússia, América Latina, Turquia e Oriente Médio.